# Виттори, Роберто
Роберто Виттори (итал. Roberto Vittori, род. 15 октября 1964, Витербо) — итальянский астронавт и член Европейского космического агентства (ESA)

## Карьера
Закончил итальянскую Академию воздушных сил в 1989 году и проходил стажировку в США, управляя реактивным самолётом «Торнадо». В 1995 году получил высшее образование в военно-морской школе лётчиков Патаксент Ривер (англ. Patuxent River) в Мэриленде, США. После этого служил в итальянском Испытательном центре пилотом-разработчиком нового европейского самолёта EF2000. Виттори управлял «Торнадо GR1» в составе 155-го эскадрона в Пьяченце (Италия) с 1991 до 1994 годы. В этот период он в совершенстве овладел техникой дозаправки самолёта в воздухе. В целом он провёл в воздухе более 1700 часов и управлял 40 различными самолётами, включая F-104, F-18, AMX, М-2000, G-222 и P-180.
В августе 1998 года был выбран ESA представителем в Европейской астрономической организации и послан в Космический центр имени Джонсона в Хьюстоне, штат Техас. В течение этого периода тренировок и обучения, Виттори служил в различных технических специальностях в Астрономическом центре НАСА.
В 2016 году покинул отряд космонавтов.

## Союз ТМ-34
С 25 апреля по 5 мая 2002, согласно соглашению между Федеральным космическим агентством России, итальянским Космическим агентством, ASI и ESA, Роберто Виттори участвовал в полёте космического корабля «Союз ТМ-34» на Международную космическую станцию (ISS). Во время своего пребывания на борту ISS он работал вместе с представительской командой, следящей за четырьмя европейскими научными экспериментами. В ходе миссии была успешно установлена новая «спасательная шлюпка» станции для спасения команды в случая чрезвычайной бортовой ситуации. Виттори вернулся на Землю на борту корабля «Союз ТМ-33».

## Союз ТМА-6
15 апреля 2005 Роберто Виттори участвовал во втором полете на Международную космическую станцию (ISS) на космическом корабле «Союз ТМА-6» и вернулся на Землю 24 апреля в капсуле корабля «Союз ТМА-5». Он стал первым европейским космонавтом, дважды посетившим ISS и участвовавшим в экспериментах по выращиванию зерновых в космосе, как альтернативы для питания космонавтов.

## Индевор STS-134
С 16 мая по 1 июня Роберто Виттори в составе экипажа шаттла «Индевор» STS-134 совершил третий космический полёт.
В общей сложности, за три космических полёта Роберто Виттори провёл в космосе 35 суток 12 часов 25 минут (852 часа 25 минут).
Статистика
| # | Стартовый корабль | Старт, UTC        | Экспедиция   | Корабль посадки | Посадка, UTC      | Налёт                      | Выходы в открытый космос | Время в открытом космосе |
| - | ----------------- | ----------------- | ------------ | --------------- | ----------------- | -------------------------- | ------------------------ | ------------------------ |
| 1 | Союз ТМ-34        | 25.04.2002, 06:26 | МКС-4        | Союз ТМ-33      | 05.05.2002, 03:51 | 09 суток 21 час 25 минут   | 0                        | 0                        |
| 2 | Союз ТМА-6        | 15.04.2005, 00:46 | МКС-11       | Союз ТМА-5      | 24.04.2005, 16:10 | 09 суток 21 час 22 минуты  | 0                        | 0                        |
| 3 | Индевор STS-134   | 16.05.2011, 12:56 | STS-134, МКС | Индевор STS-134 | 01.06.2011, 06:34 | 15 суток 17 часов 38 минут | 0                        | 0                        |
|   |                   |                   |              |                 |                   | 35 суток 12 часов 35 минут | 0                        | 0                        |

## Награды
- Командор ордена «За заслуги перед Итальянской Республикой» (14 мая 2005 года).
- Офицер ордена «За заслуги перед Итальянской Республикой» (22 мая 2002 года).
- Медаль «За заслуги в освоении космоса» (9 февраля 2013 года, Россия) — за большой вклад в развитие международного сотрудничества в области космонавтики, укрепление дружбы между народами[2].
- Серебряный крест за выслугу лет — 16 лет (1997).
- Золотая медаль «За авиационную доблесть» (2002).

## Личная жизнь
Роберто Виттори женат, у него трое сыновей. Увлекается футболом, бегом, плаванием и чтением.